# Kveldssanger
Kveldssanger er det andet album fra det norske band Ulver. Albummet er væsentligt anderledes end sin forgænger Bergtatt – hvor Bergtatt var en blanding af folkemusik og black metal, består Kveldssanger udelukkende af akustisk folkemusik.

## Spor
1. "Østenfor Sol og vestenfor Maane" – 3:26
2. "Ord" – 0:17
3. "Høyfjeldsbilde" – 2:15
4. "Nattleite" – 2:12
5. "Kveldssang" – 1:32
6. "Naturmystikk" – 2:56
7. "A cappella (Sielens Sang)" – 1:26
8. "Hiertets Vee" – 3:55
9. "Kledt i Nattens Farger" – 2:51
10. "Halling" – 2:08
11. "Utreise" – 2:57
12. "Søfn-ør paa Alfers Lund" – 2:38
13. "Ulvsblakk" – 6:56

| Musik | Spire Denne musikartikel er en spire som bør udbygges. Du er velkommen til at hjælpe Wikipedia ved at udvide den. |